# Наталія Лафуркаде
Наталія Лафоуркаде (ісп. María Natalia Lafourcade Silva, *26 лютого 1984, Коатепек, Мексика) — мексиканська співачка та акторка. Одна з найвидатніших мексиканських співачок. Лауреатка премії Греммі. Багаторазова володарка премії Латиноамериканське Греммі.

## Біографія
Народилася 26 лютого 1984 року у місті Коатепек (Мексика) в сім′ї Гастона Лафоуркаде Вальденегро, професора Національного автономного університету Мексики, та Марії дель Кармен Сільви Контрерас, піаністки. У трирічному віці Наталія почала співати, а в чотири роки вирішала стати акторкою.
Лафоуркаде навчалася в Instituto Anglo Español, а також вивчала живопис, театр та акторську майстерність. В дитинстві Лафоуркаде навчалася грі на різноманітних музичних інструментах (флейта, гітара, фортепіано, саксофон).
У 1998 році була учасницею тріо Twist, однак гурт розпався вже наступного року.
Наталія Лафоуркаде співпрацює з багатьма музикантами та музичними колективами.

## Дискографія

### Альбоми
- 1998: Twist (у складі тріо Twist)
- 2002: Natalia Lafourcade
- 2005: Casa (як Natalia y La Forquetina)
- 2009: Hu Hu Hu
- 2012: Mujer Divina, Homenaje a Agustín Lara
- 2015: Hasta La Raíz
- 2017: Musas
- 2018: Musas Vol. 2
- 2020: Un canto por México

### Співпраця з іншими музикантами
- «El Apostador» (з Control Machete)
- «Jardín» (з тріо Liquits)
- «Viviré Para Ti»
(з гуртом Los Amigos Invisibles)
- «Contigo» (з гуртом El Canto Del Loco)
- «Pajarito Del Amor» (з Карлою Моррісон)
- «Quisiera Saber» (з Los Daniels)
- «Noche de Amor» (з Леонелем Гарсія)
- «Mamita» (з гуртом Rawayana)
- «Luna» (з гуртом  Zoé)
- «María» (з гуртом La Oreja de Van Gogh)
- «Mi problema» (з Ісмаелем Серрано)